# Шевченко, Александра Фёдоровна
Алекса́ндра Фёдоровна Шевче́нко (укр. Олександра Федорівна Шевченко, 16 апреля 1926 год, село Вергуны) — колхозница, доярка совхоза «Бучанский» Киево-Святошинского района Киевской области. Герой Социалистического Труда (1966). Депутат Верховного Совета УССР 6 — 9 созывов. Кандидат в члены ЦК КПУ (1966—1981).

## Биография
Родилась 16 апреля 1926 года в крестьянской семье в селе Вергуны (сегодня — Черкасский район Черкасской области). С 1944 по 1950 год работала звеньевой колхоза «Памяти Ленина» Черкасского района Киевской области. В 1950 году поступила в Киевскую среднюю сельскохозяйственную школу, которую окончила в 1953 году по специальности агроном.
С 1953 по 1955 год — агроном Ржищевской МТС Киевской области. В 1954 году вступила в КПСС.
С 1955 по 1958 год — агроном колхоза имени Димитрова (позднее колхоз «Днепр») Ржищевского района.
В 1958—1959 годах — секретарь исполнительного комитета Стритевского сельского совета депутатов трудящихся Ржищевского (Кагарлицкого) района Киевской области.
С ноября 1959 года по 1967 год — доярка и с 1967 по февраль 1968 год — зоотехник совхоза «Бучанский» Киево-Святошинского района Киевской области.
С февраля 1968 по 1981 год — управляющая отделением, начальник животноводческого цеха совхоза «Бучанский» в селе Горенка Киево-Святошинского района Киевской области. В 1969 году окончила Украинскую сельскохозяйственную академию в Киеве.
В 1966 году удостоена звания Героя Социалистического Труда. Избиралась депутатом Верховного Совета УССР 6 — 9 созывов и делегатом XXII—XXVII съездов КПСС. Выдвигалась в кандидаты в члены ЦК КПСС на XXIII, XXIV и XXV съездах КПСС.
Весной 1989 года избран народным депутатом СССР от женских советов, объединяемых Комитетом советских женщин.
После выхода на пенсию проживает в селе Горенка Киево-Святошинского района Киевской области.

## Награды
- Герой Социалистического Труда — указом Президиума Верховного Совета СССР от 22 марта 1966 года
- Орден Ленина (трижды)
- Орден Октябрьской Революции